# Estobos
Estobos (grec antic: Στόβοι, llatí: Stobi) era una ciutat del nord-oest de Peònia, a Macedònia, que sota els reis de Macedònia va assolir certa importància, tot i que va veure reduïda la seva influència pels continuats atacs dels dàrdans, en l'època en què Filip V de Macedònia volia fundar una nova ciutat a la regió que volia anomenar Perseida, en honor del seu fill Perseu, per commemorar una victòria sobre aquests veïns problemàtics. Segons la Taula de Peutinger es trobava a quaranta-set mil passes d'Heraclea de Lincèstida, segurament a la via que anava d'aquesta ciutat a Sàrdica. Titus Livi diu que pertanyia a Peònia. Era també un centre de comunicacions d'on sortien quatre camins principals.
Sota domini romà Estobos es va convertir en dipòsit de sal per abastir els dàrdans, atès que el monopoli de la sal corresponia al tercer districte de Macedònia. En temps de Plini el Vell era un municipium romà però en temps d'Elagàbal va ser declarada colònia. Al segle iv era la capital de la Macedònia Segona o Salutaris. L'any 479 Teodoric, rei dels ostrogots, la va ocupar. Al segle viii va passar als búlgars, però el 1014 Basili II la va reconquerir.